# آمچ چوروکا
آمچ چوروکا (اسپانیایی: Amets Txurruka‎؛ زادهٔ ۱۰ نوامبر ۱۹۸۲) دوچرخه‌سوار اهل اسپانیا است.
از باشگاه‌هایی که در آن رکاب زده‌است می‌توان به تیم اوریکا–اسکات، کاخا رورال-سگوروس رخا، تیم دوچرخه‌سواری بارلوورد، و ایوسکالتل-ایوسکادی اشاره کرد.